# American Bully
American Bully és una raça de gos tipus terrier de grandària estàndard originària dels ⁣Estats Units. S'utilitzaven com a gossos de baralla fins i tot després que aquests esdeveniments fossin prohibits el 1976; actualment són criats com a gossos de companyia. És una raça reconeguda principalment pel ⁣United Kennel Club (des de 2013), Club Híbrid Caní Americà i per l'ABKC (American Bully Kennel Club), als Estats Units, i per Alianz Canine i la CRCPE (Conservació de les races canines pures a Espanya), a Espanya, ambdues entitats reconegudes oficialment pel Ministeri dAgricultura, Ramaderia i Medi Ambient d'Espanya.
És una raça relativament jove (1980) encara que el seu desenvolupament i reconeixement no va ser fins al 1990. D'acord amb UKC, la raça s'ha obtingut per mitjà de l'encreuament de les races American Staffordshire Terrier (Amstaff), Staffordshire bull terrier, Pit bull (de l'⁣UKC), Bulldog Anglès, Olde English Bulldogge, Bulldog americà i el Bulldog francès. No obstant això, hi ha controvèrsies pel que fa a la participació del Pit bull, ja que l'⁣UKC accepta registrar Amstaffs com a pitbull terriers, i els gossos de l'UKC utilitzats en l'encreuament eren de línies d'Amstaff. L'ABKC (American Bully Kennel Club), per exemple, destaca la gran similitud entre el bully i l'⁣Amstaff, assenyalant com a única diferència l'aparença física.
Els seus criadors van tenir cura d'aconseguir un gos que fos un excel·lent company familiar, seleccionant amb cura els atributs més desitjables de l'American Stafforshire Terrier, amb el temperament noble i tranquil del buldog, amb la qual cosa s'ha aconseguit una mascota de temperament lleial i delicat, encara que físicament (tot i la seva estampa robusta) deixa molt a desitjar pel fet que no exerceix cap funció de treball com a gos.